# أوجا أبو الذهب
ممثل سوري، من مواليد دمشق، حصل على عضوية نقابة الفنانين منذ العشرين من آذار عام 1978، وشارك كممثل بالعديد من الأعمال المسرحية والتلفزيونية بالإضافة إلى بعض الأعمال الإذاعية.

## فيلموغرافيا

### التلفزيون
- قلعة الفخار، 1995
- حوش المصاطب، 1995
- بنت الضرة، 1997
- أيام اللولو، 2001
- تمر حنة، 2001
- مخالب الياسمين، 2003
- التائه، 2004
- قتل الربيع، 2004
- رجاها، 2005
- الانتظار، 2006
- ممرات ضيقة، 2007
- بهلول أعقل المجانين، 2008
- تحت المداس، 2009
- كليوباترا (مسلسل)، 2010
- مغامرات دليلة والزيبق، 2011
- رفة عين، 2012
- إمام الفقهاء، 2012
- أبواب الحقيقة، 2012
- العراب: نادي الشرق، 2015
- قناديل العشاق، 2016

### السينما
- حب وكاراتيه، 1974